# Майенбург, Мариус фон
Мариус фон Майенбург (нем. Marius von Mayenburg; род. 21 февраля 1972, Мюнхен) — немецкий драматург и киносценарист.

## Биография
Родился 21 февраля 1972 года в Мюнхене. В 1992 году переехал в Берлин, где 1994 по 1998 годы изучал драматургию в Высшей школе искусств. В 1995 стажировался в Мюнхенском театре «Каммершпиле», через год поступил на работу в театр «Баракке», где была поставлена его первая пьеса («Хаарман»). Серьёзную известность драматургу принесла пьеса «Огненное лицо» (Feuergesicht), написанная в 1997 году и получившая высокие оценки критиков. Эта работа многократно ставилась в разных театрах Германии — в Гамбурге, Мюнхене и Франкфурт-на-Одере. Позднее некоторые пьесы были переведены на другие языки. В 1999 году был приглашён в качестве драматурга в берлинский театр «Шаубюне ам Ленинер Плац» Томасом Остермайером (режиссер и художественный руководитель).

## Награды
Лауреат Премии им. Клейста молодым драматургам (1997) за пьесу «Feuergesicht» («Огнеликий»/«Огненное лицо») и Премии Фонда авторов в рамках Гейдельбергской творческой ярмарки (1998).

## Гражданская позиция
Мариус фон Майенбург отменил поездку в Москву на фестиваль «Территория» в знак протеста против воспрепятствования акциям ЛГБТ-сообщества в России.

## Пьесы
- Хаарман (1996)
- Мисс Данцер (1996)
- Падение монстра (1997)
- Огненное Лицо (1997)
- Паразиты (1999)
- Холодный ребёнок (2002)
- Эльдорадо (2004)
- Турист (2005)
- Зрение (2006)
- Урод (2007)
- Собака, ночь и нож (2008)
- Камень (2008)
- Мученик (2012)
- Кусок пластика (2015)
- Марс (2019)

## Постановки и экранизации
По пьесам Майенбурга поставлены спектакли во многих странах мира. В России на его материале поставлены спектакли в театрах «Практика», ЦИМе, «Театр.doc», Театр наций, Гоголь-центр,  Воронежский Камерный театр.
В 2016 году на экраны вышел фильм «Ученик», в основу которого положена пьеса «Мученик». Режиссёром картины стал Кирилл Серебренников. Сценарий был написан им совместно с Мариусом фон Майенбургом.